# Mi smo naše planine
39° 50′ 13.5″ N 46° 46′ 11.42″ E / 39.837083° С; 46.7698389° И
Mi smo naše planine (jermenski: Մենք ենք մեր սարերը) je spomenik koji se nalazi na ulazu u azerbejdžanski grad Stepanakert i delo je Sargisa Baghasarijana.
Završen 1967. godine, spomenik je vremenom postao simbol jermenskog nasleđa Nagorno-Karabaha. Spomenik je napravljen od kamena tuf i odslikava starog muškaraca i ženu.
Spomenik je poznat i kao Tatik i Papik (Տատիկ և Պապիկ)
Statua se nalazila u centralnom delu grba Republike Arcah.